# Gerhard Ebeling
Gerhad Ebeling (6. červenec 1912, Berlín – 30. září 2001, Curych) byl německý evangelický teolog, představitel hermeneutické teologie. Studoval v Marburgu, Curychu a v Berlíně, teologii u Rudolfa Bultmann a Emila Brunnera.

## Život
Roku 1954 se stal profesorem systematiky na evangelické teologické fakultě na Universitě v Tübingenu, od roku 1956 byl profesorem systematiky, symboliky a dějin dogmatu na evangelické teologické fakultě v Curychu, roku 1965 se vrátil do Tübingenu.

## Dílo
Ebeling se zabýval teologickou hermeneutikou: Hermeneutický problém je pro něj daný chápáním slova víry, jako dění (Wortgeschehen), v protikladu k jakékoliv objektivizaci. Hermeneutika je pro Ebelinga vlastní vědou o Božím slově, neboť Boží slovo podle Ebelinga může existovat pouze existenciálně. Existence je existencí ve slově a skrze slovo. Ebeling pokračoval v linii Bonhoefferovy nenáboženské interpretace a vylučuje víru jako předpoklad porozumění. Víra je předpokladem osvobození se od objektivního myšlení. Víra a řeč jsou nástroje, kterými se člověk zmocňuje skutečnosti, což spolu splývá do události, do dění Slova (Wortgeschehen). Svědomí je místo, kde se rozhoduje, kdo je člověk.